# Memcpy

memcpy (от англ. memory copy — копирование памяти) — функция стандартной библиотеки языка программирования Си, копирующая содержимое одной области памяти в другую.
Функция определена в заголовочном файле string.h (а также в mem.h), описывается в стандартах ANSI C и POSIX.

## memcpy_s
Чтобы не выполнять лишних действий, функция memcpy() не проверяет соответствие размера выходного буфера количеству копируемых байт, возлагая эту обязанность на программиста. В результате совершается достаточно много ошибок, способных привести к переполнению буфера.
Поэтому ближе к концу 2009 г. компания Microsoft добавила memcpy(), CopyMemory() и RtlCopyMemory() в список функций, запрещённых в соответствии с методикой разработки безопасных программ Secure Development Lifecycle (SDL). Те разработчики, которые хотят создавать совместимые с SDL приложения, должны будут использовать вместо memcpy() функцию memcpy_s, позволяющую указывать размер буфера. Функция memcpy_s() непереносима и не включена в стандарт Си.

## Определение
```
void
 
*
memcpy
(
void
 
*
dst
,
 
const
 
void
 
*
src
,
 
size_t
 
n
);

```

где:
- dst — адрес буфера назначения
- srс — адрес источника
- n — количество байт для копирования

Функция копирует n байт из области памяти, на которую указывает src, в область памяти, на которую указывает dst. Функция возвращает адрес назначения dst.
Области памяти не должны перекрываться {\displaystyle (\|src-dst\|\geq n)}, иначе данные могут быть скопированы неправильно, например таким образом:
```
 __src___
|        |

1234567890
xxxxx
  |__   ___|
     dst
```

после копирования буфер dst содержит данные отличные от исходных, так как они были разрушены в процессе копирования:
```
   __dst___
  |        |
12
1212121212
xxx
```

Что получится на самом деле, зависит от реализации функции (пример относится к одной из реализации приведённых ниже).
Для правильного копирования перекрывающихся областей нужно использовать функцию memmove(). Некоторые реализации memcpy() (например в libc FreeBSD и OpenBSD) делают то же что и memmove(), принуждая работать правильно даже неправильно написанную программу, однако при написании переносимой программы на это надеяться нельзя.

## Алгоритм работы и реализации
memcpy() копирует содержимое src в буфер dst, например, так:
```
int
 
i
;

for
(
 
i
 
=
 
0
;
 
i
 
<
 
n
;
 
i
++
 
)

   
((
unsigned
 
char
*
)
dst
)[
i
]
 
=
 
((
unsigned
 
char
*
)
src
)[
i
];

 

return
 
dst
;

```

Но данный пример будет работать медленнее, чем любые практические реализации, так как они оптимизированы:
- Не используют индексы, как в примере.
- Перемещают за один цикл не один байт, а блок, равный машинному слову (2, 4 или 8 байт; 16, 32 или 64 бит), которое копируется процессором за то же время, что и байт. Такой подход наиболее эффективен при копировании данных, выровненных на границу машинного слова.
- Иногда используют инструкции процессора для работы с блоками данных (movsX для i386) в этом случае функция пишется с применением языка ассемблера

Пример частично оптимизированной версии:
```
int
 
i
,
 
m
;

unsigned
 
long
  
*
wdst
 
=
 
dst
;
  
// текущая позиция в буфере назначения

unsigned
 
long
  
*
wsrc
 
=
 
src
;
  
// текущая позиция в источнике

unsigned
 
char
  
*
cdst
,
 
*
csrc
;

 

for
(
i
 
=
 
0
,
 
m
 
=
 
n
 
/
 
sizeof
(
long
);
 
i
 
<
 
m
;
 
i
++
)
  
// копируем основную часть блоками по 4 или 8 байт

   
*
(
wdst
++
)
 
=
 
*
(
wsrc
++
);
                     
// (в зависимости от платформы)

 

cdst
 
=
 
(
unsigned
 
char
*
)
wdst
;

csrc
 
=
 
(
unsigned
 
char
*
)
wsrc
;

for
(
i
 
=
 
0
,
 
m
 
=
 
n
 
%
 
sizeof
(
long
);
 
i
 
<
 
m
;
 
i
++
)
             
// остаток копируем побайтно

   
*
(
cdst
++
)
 
=
 
*
(
csrc
++
);

 

return
 
dst
;

```

Данная версия копирует 4 или 8 байт (размер типа long равен 32 битам) за цикл, но не проверяет выровненность данных.

## Пример использования
```
#include
 
<string.h>

unsigned
 
int
  
array
[
512
];
                 
// источник

unsigned
 
char
 
byte_array
[
sizeof
(
array
)
 
*
 
sizeof
(
unsigned
 
int
)];
  
// буфер назначения

memcpy
(
byte_array
,
 
array
,
 
sizeof
(
byte_array
));

```